# Dyspinxie
Dyspinxie (z lat. pinxi, „namalovaný“, nebo pingere, „malovat“) je specifická vývojová porucha osvojování kreslení, která se projevuje neobratností v práci s tužkou a neschopností osvojení dovedností spojených s plošným zobrazováním. V Mezinárodní klasifikaci nemocí (MKN-10) není dyspinxie zahrnuta. Poruchy jako dyspinxie nezasahují zcela do školního prospěchu dítěte, proto nejsou pedagogy a rodiči vnímány jako závratné. Jedná se o poruchu, která v pedagogicko-psychologické praxi není téměř vůbec zkoumána.

## Definice
Dyspinxie je vývojová porucha kreslení a vyznačuje se neobratným zacházením s psacími potřebami, např. tužkou či perem, a neobratností v jemné motorice. Hlavní příčinou je většinou porucha v oblasti vizuální (dysgnózie) nebo motorické (dyspraxie). Porucha však může být v obou oblastech anebo v jejich integraci. Zpravidla se nevyskytuje samostatně, ale tvoří součást syndromu lehkých mozkových dysfunkcí. V zahraniční literatuře zpravidla nebývá samostatně vyčleňována, v českém (československém) prostředí se připomíná od osmdesátých let dvacátého století.

## Projevy
Dyspinxie postihuje složku vizuální, která brání jedinci v napodobení předlohy, a složku motorickou, která se vyznačuje neobratností jedince. Většinou je spojená s neschopností naučit se psát.  Dítě má velký problém ovládat pohyb ruky při kresení čar, změnit směr kreslení nebo obkreslování. Psací potřeby drží křečovitě a neumí ruku uvolnit. Tahy tužkou bývají většinou tvrdé a silné, často “ryje” do papíru. Dítě také často přetahuje a nedodržuje vybarvenou plochu. Problém nastává také při zobrazení určitého objektu, např. domu, stromu či postavy. Problematické je také napodobení nějaké kompozice.
Dítě s dyspinxií nedokáže přenést svoji představu v trojrozměrném prostoru na plochu papíru. Kresba je chudá a směs nedokonalých tvarů. Dítě postrádá schopnost napodobit určité sestavy čar nebo ploch, které je potřeba nejprve analyzovat a následně překreslit. Kresby jsou často primitivní a někdy bizarní. Kresby většinou ukazují míru narušení názorové situace. Dyspinxie se zpravidla nevyskytuje samostatně, ale jako součást lehké mozkové dysfunkce. Narušená kresba je pak vodítkem pro diagnostiku mozkových dysfunkcí. 
Specifické vývojové poruchy učení se téměř nikdy nevyskytují v čisté formě. Většinou se jedná o vzájemnou kombinaci specifických poruch učení. Je tak někdy složité správně diagnostikovat, o jaký typ poruchy se u daného jedince jedná nebo která specifická porucha učení u jedince převládá.
Může se jednat o jednu z následujících typů dyspinxie: 
- dyspinxie motorická: přerušovaná, kostrbatá, slabá nebo křečovitě vedená čára, tvary bývají znázorněny velmi zjednodušeně.
- dyspinxie vizuální: neschopnost vytvořit si vlastní představu, neschopnost zachytit seskupení čar nebo trojrozměrný tvar, kresby bývají bez detailu.
- dyspinxie integrační: kombinace dyspinxie motorické a vizuální.[8]

## Diagnostika
Kresebné testy jsou většinou využívány při diagnostice poruch učení, jelikož se ve velké většině vážou na další z poruch učení. Dítě má za úkol napodobit předlohy, kdy postupuje od jednoduchých po složitějších, které má před sebou a může je kdykoliv využít. Často jsou využívány tvary jako kruh, kříž, trojúhelník, hvězda. Při obkreslování lze zjistit, která oblast není dostatečně vyvinutá. Pokud dítě dokáže zrakově posoudit, jestli dokázalo nakreslit obrázek podle předlohy, většinou se jedná o problém v oblasti motoriky. Jestliže to dítě vizuálně nerozpozná, jedná se pravděpodobně o problém v oblasti zrakové percepce.

## Náprava
Náprava spočívá v rozvíjení jemné motoriky. Možností je tu spousta, od uvolňujících cviků přes navlékání korálků, skládání lega i jiných dřevěných či plastových stavebnic, skládání puzzle, hraní si s malými míčky až po motivované cviky s prsty rukou (luskání, solení, drobení, stahování nebo roztahování).Pomocí uvedených činností se také zdokonaluje zrakové vnímání.